# Johann Böhm
Johann Böhm (n. 25 septembrie 1929, Batoș, plasa Teaca, județul Mureș) este un istoric german (sas) originar din Transilvania.

## Biografie
Böhm a studiat la Școala pedagogică germană din Sighișoara, absolvită în 1952, apoi a studiat germana și istoria la Universitatea din Cluj (1960–1965). După emigrarea sa în Germania de Vest (R.F.G.) a studiat științe politice, istorie și pedagogie la universitatea din Bochum (1971–1975) și la cea din Köln, la care și-a luat doctoratul cu lucrarea „Germania Nazistă și Grupul Etnic German din România”.
Böhm trăiește la Dinklage, în Germania, și a publicat numeroase studii și cărți dedicate istoriei recente a României. Tema centrală în lucrările autorului este perioada nazistă, colaboraționismul minorității germane din România cu nazismul și înrolarea etnicilor germani în Waffen-SS.
Dr. Johann Böhm a editat din 1989 până în 2016 revista de specialitate bianuală, „Halbjahresschrift für südosteuropäische Geschichte, Literatur und Politik” (Publicație semestrială de istorie, literatură și politică sud-esteuropeană), fiind sprijinit în munca redacțională de către William Totok, Dieter Schlesak, Klaus Popa ș.a. De ediția electronică a acestei reviste răspunde William Totok.
„Pe lângă (...) dezvăluiri incomode, izvorâte dintr-o pornire polemică, Böhm oferă publicului larg o imagine cuprinzătoare a perioadei 1933-1940", nota pe data de 5 august 1999 ziarul România liberă într-o recenzie a unei cărți semnate de Johann Böhm.
Într-o relatare privind decernarea Ordinului de Merit al Republicii Federale Germania istoricului, ziarul Ziua din 15 martie 2006 a remarcat că „lucrările lui Johann Böhm sunt marcate de două momente cruciale care l-au determinat să se ocupe de istoria secolului trecut. În primul rând, faptul că s-a născut în România, unde a trăit pe viu sistemul dictatorial impus minorității germane de către Partidul Național-Socialist, prin Grupul Etnic German din România. În al doilea rând, cariera postbelică a liderilor naziști din Republica Federală Germania. În mai toate lucrările publicate, istoricul a încercat să găsească un răspuns la o întrebare obsesivă: în ce măsură a fost influențată situația minorității germane din România de evoluția proceselor politice nefaste din Germania interbelică și nazistă”.

## Lucrări publicate
- Das Nationalsozialistische Deutschland und die Deutsche Volksgruppe in Rumänien 1936-1944, Peter Lang, Europäischer Verlag der Wissenschaften, Frankfurt/M 1985, ISBN 3-8204-7561-3;
- Botsch. Ein Gang durch die Geschichte einer Nordsiebenbürgischen Gemeinde, Oswald Hartmann Verlag, Sersheim 1988, ISBN 3-925921-03-6
- Die Ungarndeutschen in der Waffen-SS. Innen- und Außenpolitik als Symptom des Verhältnisses zwischen deutscher Minderheit und ungarischer Regierung, (Ippesheim 1990);
- Die Flucht ins Reich, AGK-Verlag, Ippesheim 1990, ISBN 3-928389-00-9
- Die Deutschen in Rumänien und die Weimarer Republik 1919-1933, (Ippesheim 1993) ISBN 3-928389-02-5;
- D.Dr. Viktor Glondys, Tagebuch. Aufzeichnungen von 1933 bis 1949 (ed. Johann Böhm/Dieter Braeg), (Dinklage 1997);
- Die Deutschen in Rumänien und das Dritte Reich 1933-1940, (Frankfurt/M, Berlin, Bern, New York, Paris, Wien 1999) ISBN 3-631-34371-X;
- Die Gleichschaltung der Deutschen Volksgruppe in Rumänien und das 'Dritte Reich'. 1941-1944,  (Frankfurt/M, Berlin, Bern, New York, Paris, Wien 2003);
- Hitlers Vasallen der Deutschen Volksgruppe in Rumänien vor und nach 1945, (Frankfurt am Main 2006) ISBN 3-631-55767-1;
- Hakenkreuz und rote Fahne. Erinnerungen eines Siebenbürger Deutsche aus zwei Diktaturen. Vechtaer-Druckerei und Verlag GmbH & Co. KG 2007, 276 Seiten, ISBN 978-3-88441-238-1
- Nationalsozialistische Indoktrination der Deutschen in Rumänien 1932-1944. Peter Lang, Internationaler Verlag der Wissenschaften, Frankfurt am Main 2008, ISBN 978-3-631-57031-9.
- Die Deutsche Volksgruppe in Jugoslawien 1918-1941: Innen- und Außenpolitik als Symptome des Verhältnisses zwischen deutscher Minderheit und jugoslawischer Regierung. Frankfurt am Main: Peter Lang/Frankfurt, 2009, ISBN 978-3-631-59557-2.

## Distincții
- Ordinul de Merit al Republicii Federale Germania.[5][9]